# Zundertse Hockey Club
Zundertse Hockey Club is een Nederlandse hockeyclub uit de Noord-Brabantse plaats Zundert.
De club werd opgericht op 7 december 1979 en speelt op Sportpark De Wildert, waar ook een voetbalvereniging (VV Zundert) is gevestigd. Het eerste heren- en damesteam komen in het seizoen 2012/13 beide uit in de Vierde klasse van de KNHB.